# Juan García (futbolista)
Juan García fue un futbolista argentino. Jugaba como delantero y su primer club fue Rosario Central.

## Carrera
Debutó en el canalla el 24 de julio de 1932, en un encuentro ante Sparta, que finalizó con victoria de Central 5-1 con un gol suyo, cotejo válido por la 13.ª fecha del Torneo Gobernador Luciano Molinas. Fue un jugador de alternativa en la mayor parte de su paso por Central, aunque estuvo presente en el partido definitorio ante Newell's Old Boys por el Torneo Preparación 1936, que finalizó 3-2 a favor de los auriazules, significando el primer título en la era profesional (iniciada en 1931) para el cuadro de Barrio Arroyito. Totalizó 31 presencias y 3 goles en el club; al año siguiente, pasó a Tiro Federal y en 1938 jugó en Quilmes.

## Clubes
| Club            | País      | Año       |
| --------------- | --------- | --------- |
| Rosario Central | Argentina | 1932-1936 |
| Tiro Federal    | Argentina | 1937      |
| Quilmes         | Argentina | 1938      |

### Estadística en Rosario Central
| Año  | Torneo      | PJ | Goles |
| ---- | ----------- | -- | ----- |
| 1932 | Molinas     | 3  | 1     |
| 1933 | Molinas     | 2  | 0     |
|      | Estímulo    | 1  | 0     |
| 1934 | Molinas     | 2  | 0     |
| 1935 | Preparación | 6  | 0     |
|      | Molinas     | 5  | 0     |
| 1936 | Preparación | 4  | 1     |
|      | Molinas     | 8  | 1     |

## Palmarés
| Equipo          | Liga     | País      | Título             | Año  |
| --------------- | -------- | --------- | ------------------ | ---- |
| Rosario Central | Rosarina | Argentina | Torneo Preparación | 1936 |